# Walter Huston
Walter Thomas Huston (Toronto, 1883. április 6. – Beverly Hills, 1950. április 7.) Oscar- és Golden Globe-díjas kanadai–amerikai színész. 

## Élete és pályafutása
Robert Moore Huston és Elizabeth McGibbon fiaként született. Édesapja vidéki farmer volt, aki később építkezési vállalatot alapított. 
Színészi karrierjét a Broadway-en kezdte 1924-ben, majd filmes pályafutása a hangosfilmek betörésével kezdődött. Első jelentős szerepét 1929-ben kapta a fiatal Gary Cooper mellett a The Virginianben. A színpadon játszott Sinclair Lewis Dodsworth regényéből adaptált színműben, majd két évvel később, 1934-ben a filmfeldolgozásban, Az élnivágyó asszonyban is.
A '30-as és '40-es években mind a filmvásznon, mind a színpadon gyakran volt látható Amerika egyik legkiválóbb színészévé válva. Olyan sikerfilmekben játszott, mint A máltai sólyom (1941), a Yankee Doodle Dandy (1942), a Párbaj a napon (1946) vagy a fia John Huston rendezésében készült A Sierra Madre kincse, amelyért elnyerte az Oscar-díjat legjobb férfi mellékszereplő kategóriában. 

## Magánélete és halála
Fia, John Huston filmrendező. Nagyapja Walter Anthony (Tony) Huston, Anjelica Huston, Danny Huston, és Allegra Huston színészeknek. Dédapja a szintén színész Jack Hustonnak.
Hollywoodban érte a halál 1950-ben, két nappal 67. születésnapja után. Halálát aorta aneurizma okozta. Huston csillaga megtalálható a Hollywood Walk of Fame-en.

## Jelentősebb filmjei
- 1948 – A Sierra Madre kincse (The Treasure of Sierra Madre) – Howard
- 1946 – Párbaj a napon (Duel in the Sun) – A bűn ölő
- 1946 – A Sárkányvár asszonya (Dragonwyck) – Ephraim Wells
- 1943 – A sötétség széle (Edge of Darkness) – Dr. Martin Stensgard
- 1943 – A törvényenkívüli (The Outlaw) – Doc Holliday
- 1942 – Yankee Doodle Dandy – Jerry Cohan
- 1941 – Az ördög és Daniel Webster (The Devil and Daniel Webster) – Mr. Scratch
- 1941 – A máltai sólyom (The Maltese Falcon) – Jacoby kapitány
- 1936 – Az élnivágyó asszony – (Dodsworth) – Sam Dodsworth
- 1932 – Kongó – King Flint
- 1930 – Abraham Lincoln – Abraham Lincoln

## Fontosabb díjak és jelölések
Oscar-díj
- - díj: legjobb férfi mellékszereplő – A Sierra Madre kincse (1949)
  - jelölés: legjobb férfi mellékszereplő – Yankee Doodle Dandy (1943)
  - jelölés: legjobb férfi mellékszereplő – Az ördög és Daniel Webster (1942)
  - jelölés: legjobb férfi mellékszereplő – Az élnivágyó asszony (1937)

Golden Globe-díj
- - díj: legjobb férfi mellékszereplő – A Sierra Madre kincse (1949)

## Fordítás
Ez a szócikk részben vagy egészben  a   Walter Huston című angol Wikipédia-szócikk fordításán alapul.  Az eredeti cikk szerkesztőit annak laptörténete sorolja fel. Ez a jelzés csupán a megfogalmazás eredetét és a szerzői jogokat jelzi, nem szolgál a cikkben szereplő információk forrásmegjelöléseként.